# Boxe aux Jeux olympiques de la jeunesse de 2018
Navigation
Édition précédente Édition suivante
Les épreuves de boxe aux Jeux olympiques de la jeunesse de 2018 ont lieu au pavillon Océanie du Parque Olímpico de la Juventud de Buenos Aires, en Argentine, du 7 au 18 octobre 2018. La dernière médaille des jeux a été attribuée à la boxeuse Caroline Sara DuBois.
Chez les garçons, il y a neuf catégorie de poids contre quatre chez les filles. les épreuves ont accueilli 82 participants provenant de 38 nations différentes.
Chaque épreuve opposait 6 boxeurs : le premier tour était composé de deux matchs entre les quatre moins biens classés ; chaque vainqueur participe alors à un deuxième tour opposé contre un des deux mieux classés. Les vainqueurs s'affronte en finale, les vaincus dans un match pour la troisième place et les deux perdant du tour préliminaire pour un match de classement.

## Podiums

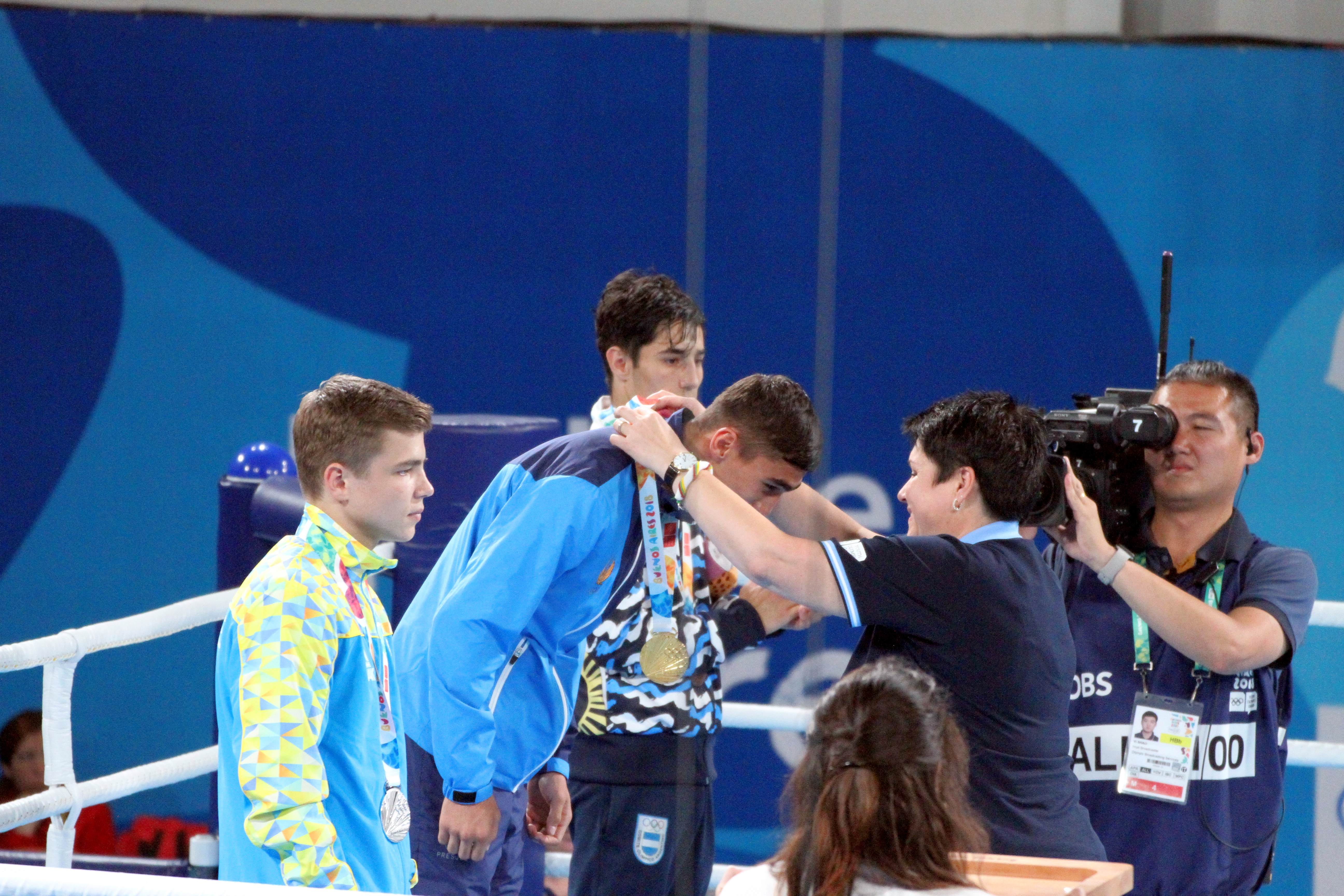
Boys' bantamweight Victory Ceremony

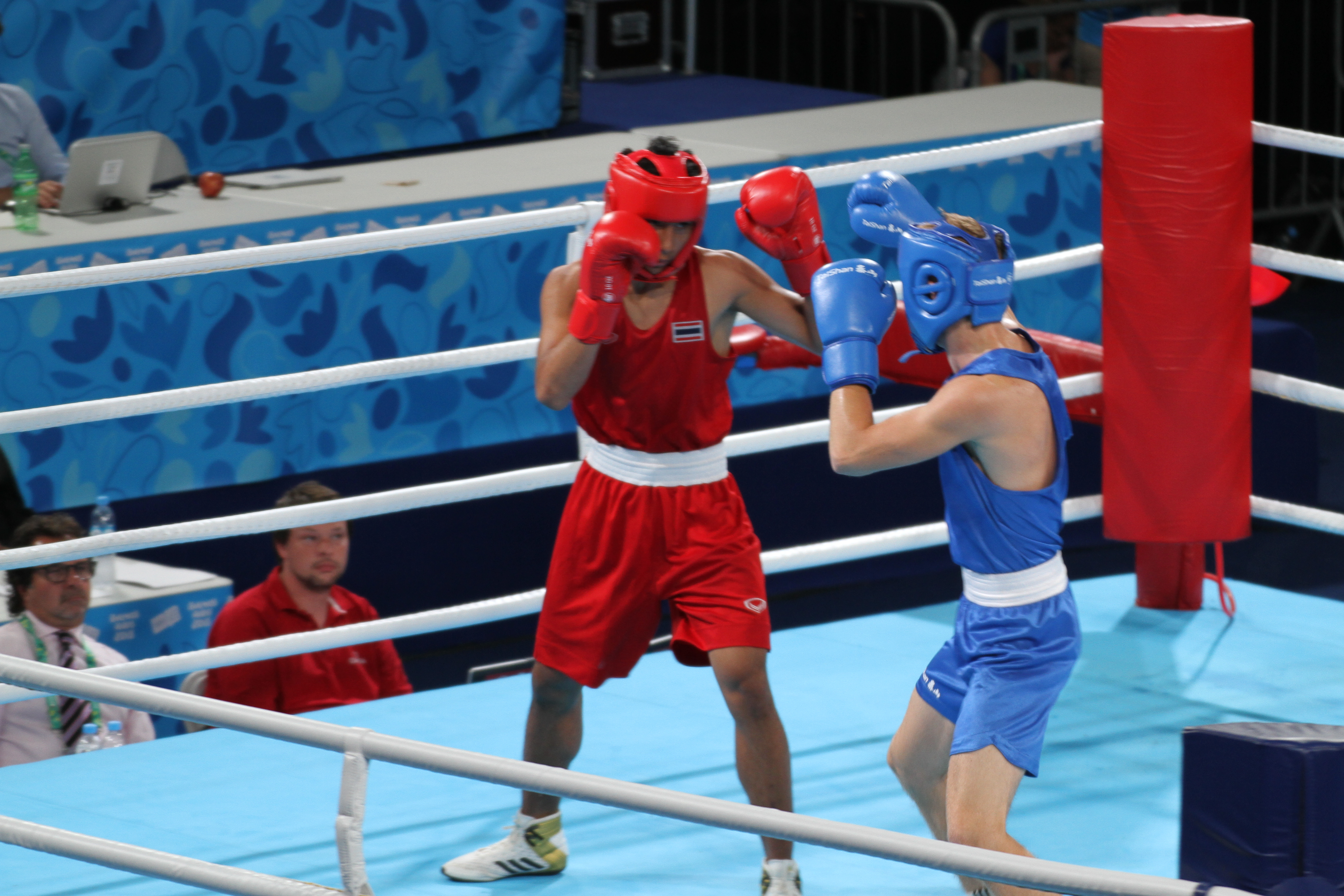
Boys' lightweight Gold Medal Bout

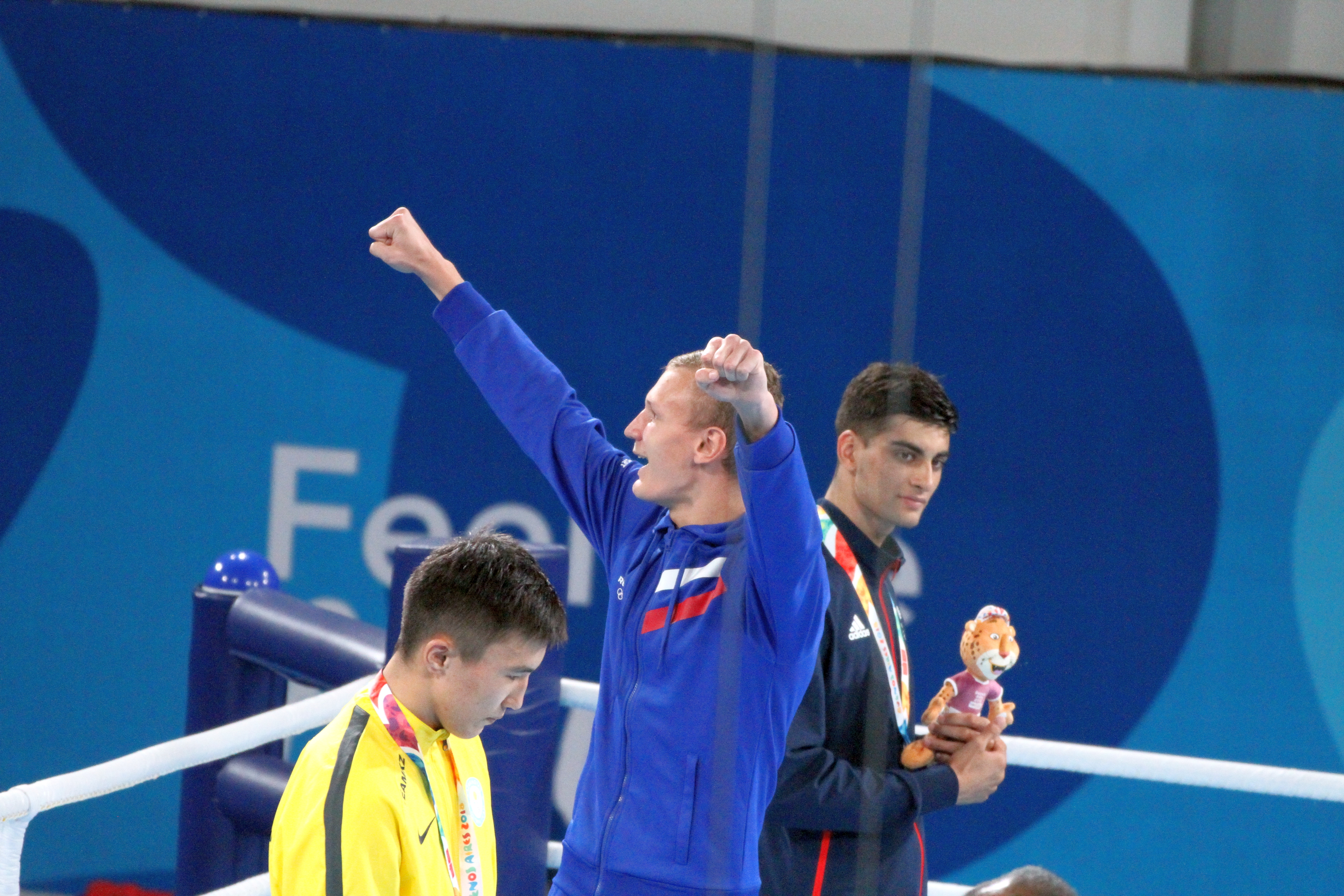
Boys' light welterweight Victory Ceremony

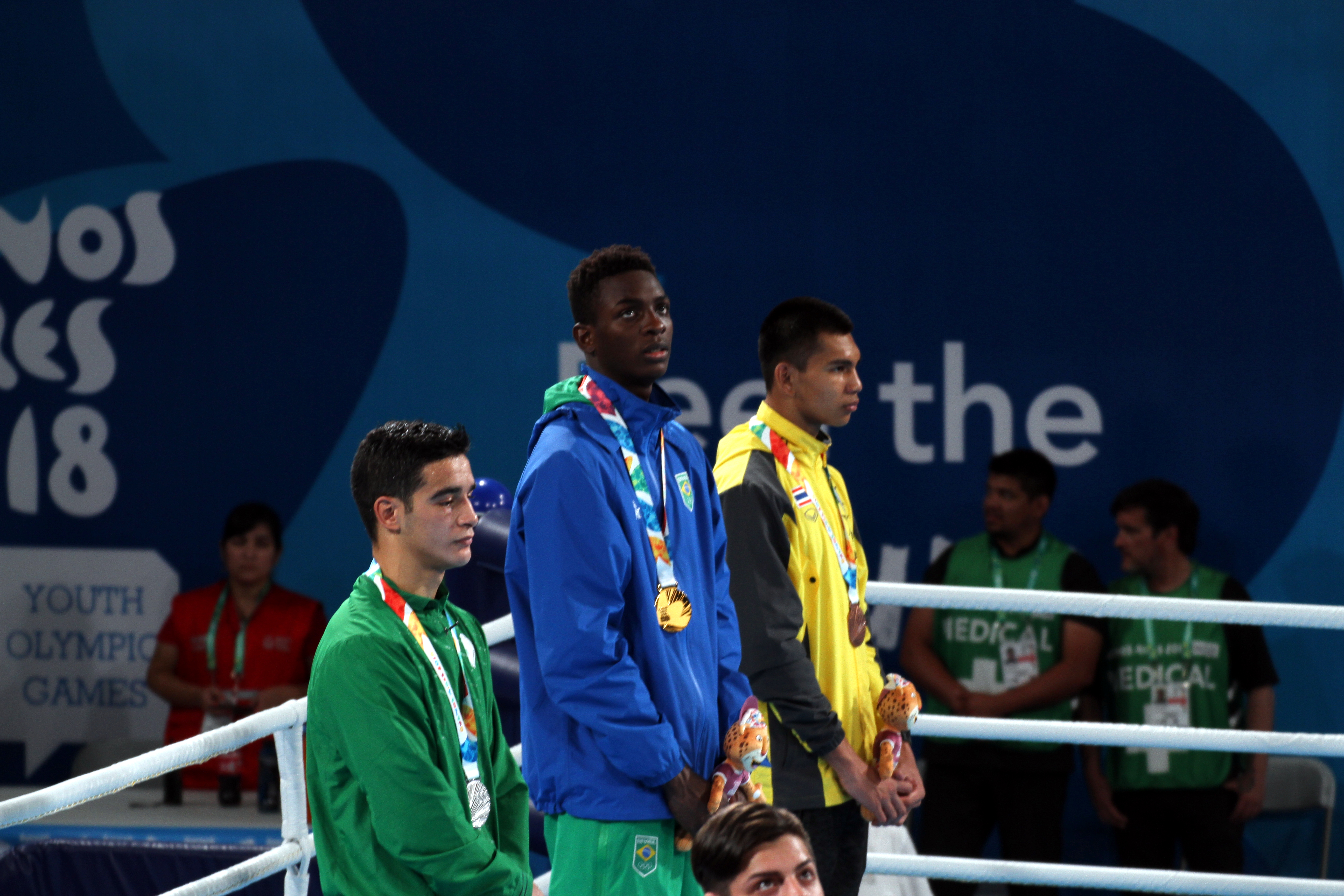
Boys' middleweight Victory Ceremony

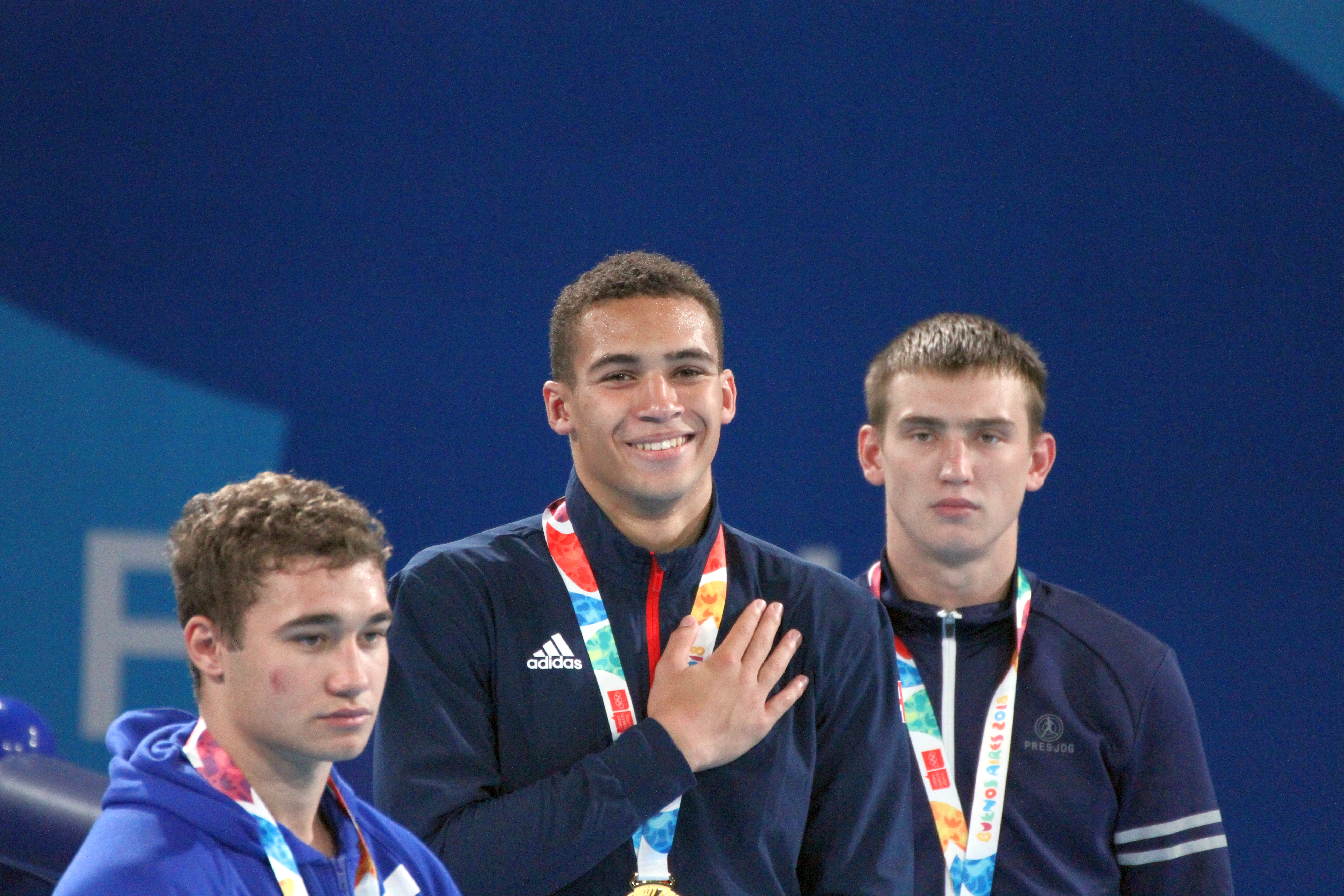
Boys' light heavyweight Victory Ceremony

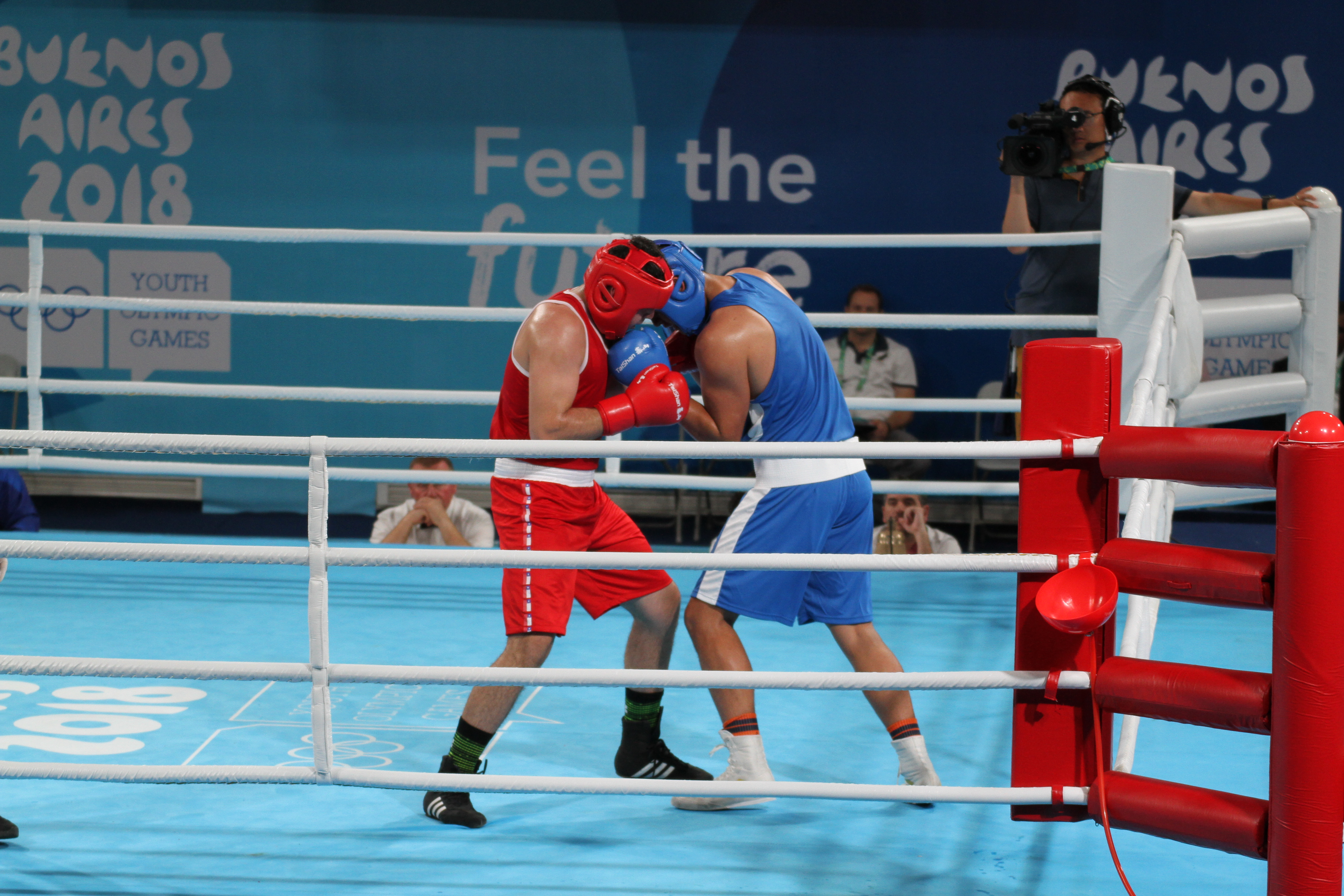
Boys' heavyweight Bout for 5th Place

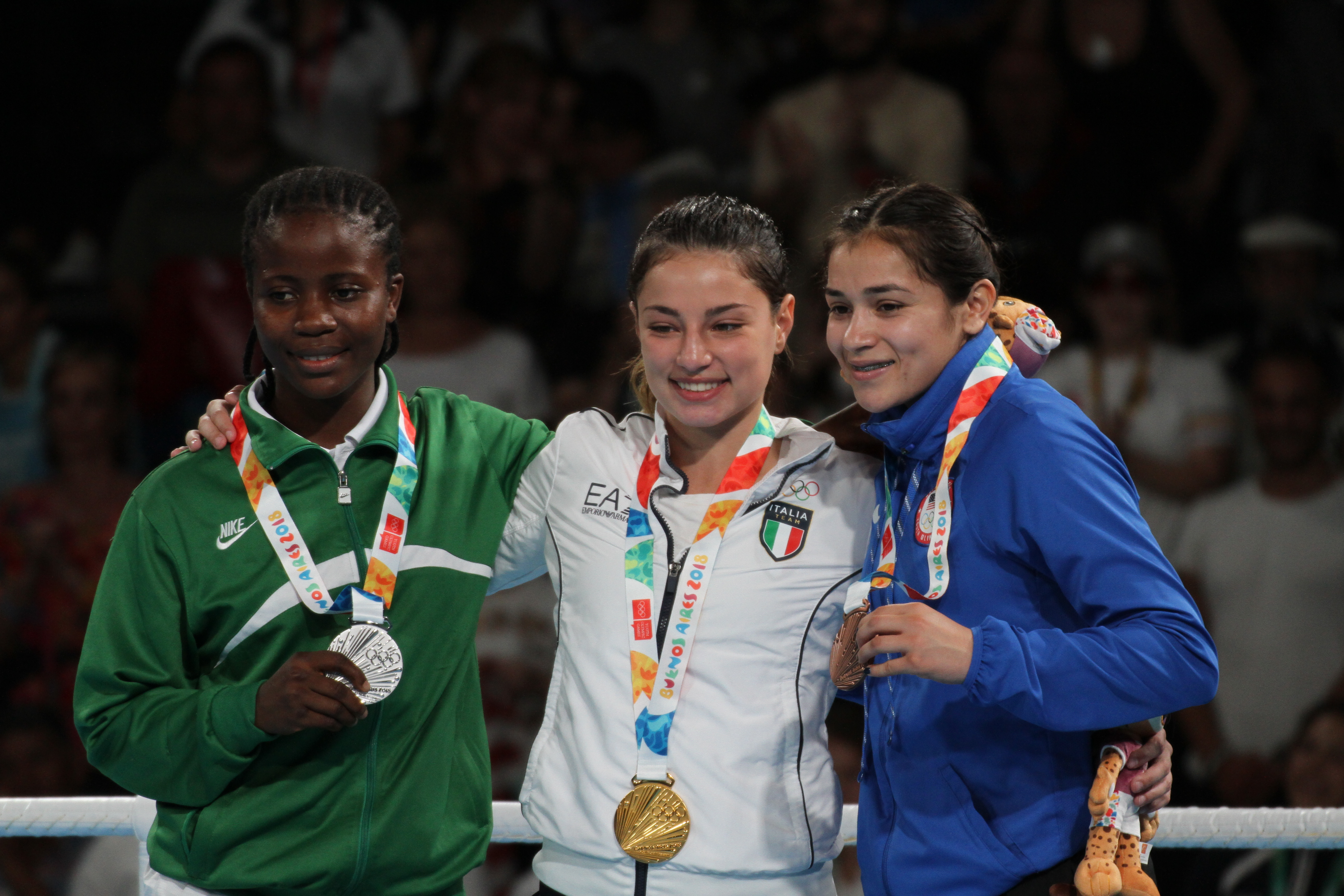
Girls' flyweight Victory Ceremony

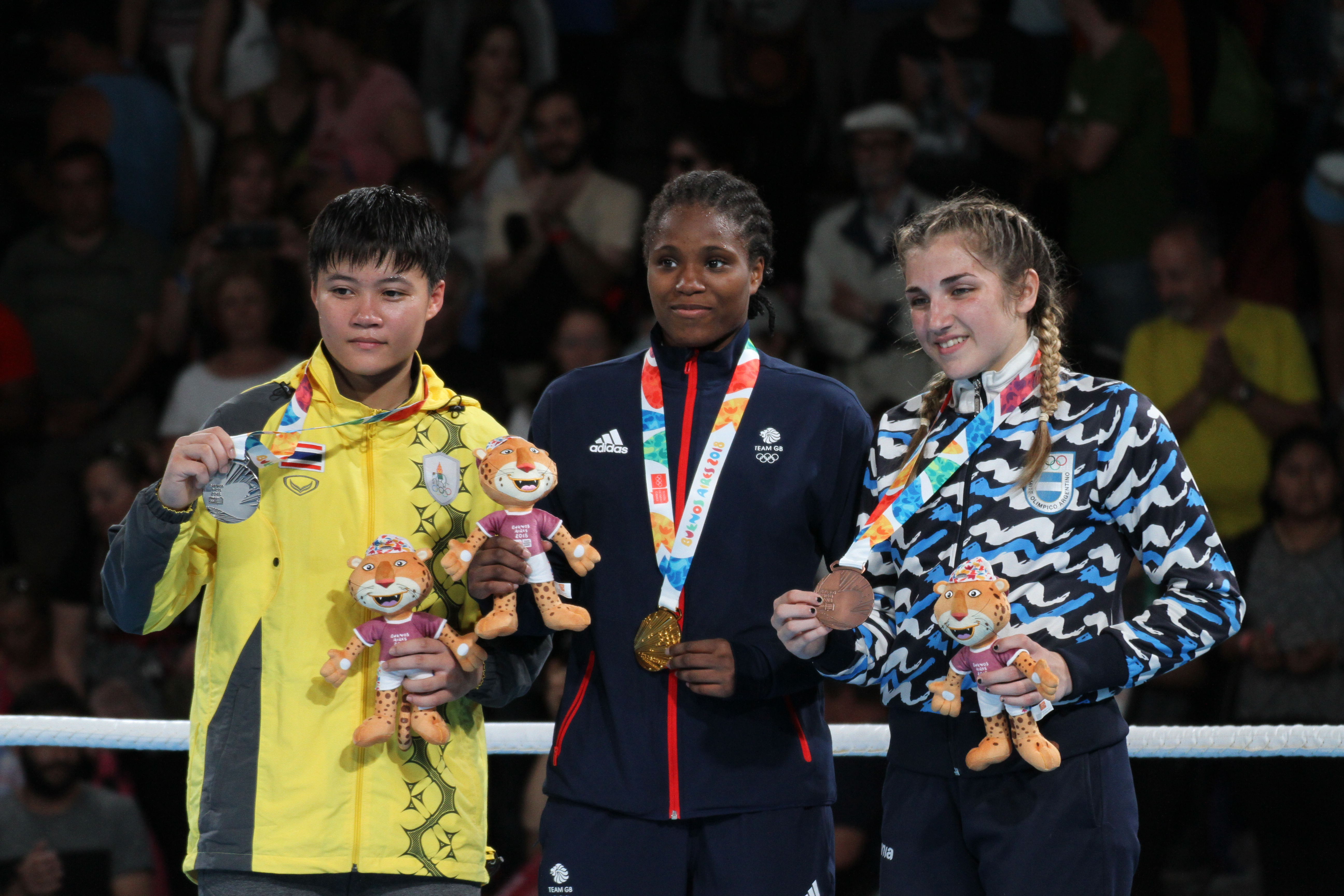
Girls' lightweight Victory Ceremony

### Compétition Garçons
| Événement | Or                 | Argent              | Bronze              |
| --------- | ------------------ | ------------------- | ------------------- |
| −52 kg    | Ivan Hope Price    | Sarawut Sukthet     | Luiz de Oliveira    |
| −56 kg    | Abdumalik Khalokov | Maksym Halinichev   | Mirco Jehiel Cuello |
| −60 kg    | Atichai Phoemsap   | Taras Bondarchuk    | Nurlan Safarov      |
| −64 kg    | Ilia Popov         | Talgat Shaiken      | Hassan Azim         |
| −69 kg    | Brian Arregui      | Yassine Elouarz     | Jakhongir Rakhmonov |
| −75 kg    | Keno Machado       | Farid Douibi        | Weerapon Jongjoho   |
| −81 kg    | Karol Itauma       | Ruslan Kolesnikov   | Timur Merjanov      |
| −91 kg    | Aibek Oralbay      | Mohamed Amine Hacid | Alvin Canales       |
| +91 kg    | Aleksei Dronov     | Damir Toibay        | Ahmed Elsawy        |

### Compétition Filles
| Event  | Or                   | Argent            | Bronze                |
| ------ | -------------------- | ----------------- | --------------------- |
| −51 kg | Martina La Piana     | Adijat Gbadamosi  | Heaven Destiny Garcia |
| −57 kg | Panpatchara Somnuek  | Jennifer Carrillo | Dearbhla Rooney       |
| −60 kg | Caroline Sara DuBois | Porntip Buapa     | Oriana Saputo         |
| −75 kg | Anastasiia Shamonova | Tallya Brillaux   | Nadezhda Ryabets      |